# 다카토미정
다카토미정(일본어: 高富町)은 일본 기후현 야마가타군에 설치되었던 정이다. 2003년 4월 1일에 야마가타군의 미야마정, 이지라촌과 함께 합병해 야마가타시가 되었다.

## 역사
- 1889년 4월 1일 - 정촌제 시행과 함께 다카토미촌이 성립하였다.
- 1897년 3월 19일 - 정으로 승격해 다카토미정이 되었다.
- 1955년 4월 1일 - 쇼와 대합병으로 도미오카촌, 우메하라촌, 사쿠라오촌, 오가촌과 합병해 새로운 다카토미정 (2차)의 지방 자치체가 되었다.
- 2003년 4월 1일 - 미야마정, 이지라촌과 합병해 야마가타시가 성립하였다. 동일 다카토미정은 폐지되었다.

## 교통

### 도로
- 국도 제256호선

## 참고 문헌
- 角川日本地名大辞典編纂委員会,『角川日本地名大辞典 21 岐阜県』1980, 角川書店